# Les Nouvelles Aventures d'Annie
Les nouvelles aventures d'Annie (titre québécois : Annie : une aventure royale! ; titre original : Annie: A Royal Adventure!) est un téléfilm américain réalisé par Ian Toynton (en), diffusé en 1995. Un DVD du film est sorti en 2004 pour les régions 1 et 2.

## Synopsis
Annie se rend à Londres avec son père adoptif Oliver "Daddy" Warbucks, deux amies, et le scientifique Eli Eon qui a inventé une nouvelle formule d'explosifs. Au cours du voyage, ils font la rencontre de la redoutable Lady Edwina Hogbottom (Joan Collins), dont le projet est de faire sauter le palais de Buckingham afin de récupérer ce qu'elle estime lui revenir : le trône du Royaume-Uni. Elle compte se servir de la formule d'Eon pour y parvenir. Mais Annie et ses amies ne l'entendent pas de cette oreille.

## Fiche technique
- Titre original : Annie: A Royal Adventure!
- Réalisation : Ian Toynton (en)
- Scénario : Trish Soodik, Charles Strouse, Thomas Meehan, Martin Charnin, Harold Gray
- Photographie : Alan Hume
- Musique : David Michael Frank
- Pays : États-Unis
- Durée : 82 min.

## Distribution
- Ashley Johnson : Annie Warbucks
- Joan Collins : Lady Edwina Hogbottom
- George Hearn : Oliver "Daddy" Warbucks
- Ian McDiarmid : Eli Eon
- Emily Ann Lloyd : Hannah
- Camilla Belle : Molly
- Crispin Bonham-Carter : Rupert Hogbottom
- Perry Benson : Mean Murphy Knuckles
- Antony Zaki : Punjab
- David Tse : Asp
- Carol Cleveland : Miss Hannigan
- Deborah Maclaren : Madame Charlotte
- Timothy Bateson : Derwood
- Ian Redford : David Webb
- Jayne Ashbourne : Charity